# Brachygonarea apora
Brachygonarea apora är en mångfotingart som först beskrevs av Carl Graf Attems 1909.  Brachygonarea apora ingår i släktet Brachygonarea och familjen storjordkrypare. Inga underarter finns listade i Catalogue of Life.